# Charlie Byrd
Charles L. Byrd (Suffolk, Virginia, 16 de septiembre de 1925 - Annapolis, Maryland, 2 de diciembre de 1999) fue un guitarrista y compositor estadounidense de jazz.

## Historial
Tras aprender a tocar la guitarra desde muy niño, y descubrir a Django Reinhardt durante su estancia en Francia por el servicio militar, Byrd se instala en Nueva York, en 1947, y comienza a trabajar con músicos locales de jazz. Trabajará con los pianistas Barbara Carroll y Freddie Slack, tocando la guitarra eléctrica, aunque en los años 1950 la abandonará para estudiar guitarra clásica en Siena (Italia), con Andrés Segovia (1954). A partir de 1957, actuará con su propio trío y, en 1959, trabajará con Woody Herman, realizando una gira por Gran Bretaña. Con su trío, viajará por América del Sur (1961) y descubre la bossa nova brasileña.
Será Byrd quien instigue el interés de los músicos de jazz, especialmente los de la Costa Oeste, por la "bossa nova". Concretamente, Byrd introdujo en ella a Stan Getz e impulsó la grabación del disco de este, "Jazz samba", en el que se incluyó la versión de "Desafinado" de Antonio Carlos Jobim que supuso el lanzamiento del género en todo el mundo. Cuenta Joachim E. Berendt que para la versión en sencillo de este tema, se eliminó -el solo de Byrd, con el fin de abreviarla, por lo que, cuando el disco obtuvo el Grammy de 1962, este se le entregó a Getz y, como resultado, se desdeñó la decisiva contribución de Charlie Byrd y, desde entonces, Getz ocupó el centro de la oleada del bossa nova.
Byrd se unió después con Les McCann y Zoot Sims, y realizó giras por Europa, grabando tanto música clásica, como jazz y bossa-nova, y tocando la música de George Gershwin e Irving Berlin. En la década de 1970, formará un trío de guitarristas, con Herb Ellis y Barney Kessel, además de colaborar con músicos de jazz latino, como Cal Tjader. Ya en los años 1980, tocará con Laurindo Almeida, realizando experimentos con otras músicas, como el tango. Sus últimos años, los empleó tocando con su trío en locales pequeños, navegando en su velero y realizando actividades docentes.

## Estilo
Byrd fue un músico esencial y conscientemente ecléctico, con una técnica excelente y con estilo delicado. Algunos críticos han señalado su papel en la introducción en el jazz de la técnica consistente en utilizar los cuatro dedos de la mano derecha. Para algunos, Byrd es un antecedente lejano de Ralph Towner.

## Discografía[4]
| Título                                                  | Publicación | Observaciones                                                                          |
| ------------------------------------------------------- | ----------- | -------------------------------------------------------------------------------------- |
| First Flight                                            | 1957        | Recopilación de 'Jazz Recital' (pistas 1-10) y 'Blues For Night People' (pistas 11-17) |
| Jazz Recital                                            | 1957        | 4 de febrero de 1957                                                                   |
| Blues for Night People                                  | 1957        | 4 de agosto de 1957;                                                                   |
| Midnight Guitar                                         | 1957        |                                                                                        |
| Byrd's Word                                             | 1958        | Riverside Records                                                                      |
| Mr. Guitar                                              | 1959        | Riverside                                                                              |
| The Guitar Artistry of Charlie Byrd                     | 1960        | Riverside                                                                              |
| Charlie Byrd at the Village Vanguard                    | 1961        | Riverside                                                                              |
| Blues Sonata                                            | 1961        | Riverside                                                                              |
| Latin Impressions                                       | 1962        | Riverside                                                                              |
| Bossa Nova Pelos Passaros                               | 1962        | Riverside                                                                              |
| Once More! Bossa Nova                                   | 1963        | Riverside                                                                              |
| Guitar/Guitar                                           | 1963        | En colaboración con Herb Ellis                                                         |
| Charlie Byrd Trio at the Village Gate                   | 1964        | Riverside                                                                              |
| Brazilian Byrd                                          | 1965        | -                                                                                      |
| Travellin' Man                                          | 1965        | -                                                                                      |
| The Touch of Gold                                       | 1965        | Columbia                                                                               |
| Byrd Song                                               | 1965        | -                                                                                      |
| Solo Flight                                             | 1965        | Riverside                                                                              |
| Byrdland                                                | 1966        | Columbia CS 9392/CL 2592                                                               |
| Hollywood Byrd                                          | 1967        | -                                                                                      |
| More Brazilian Byrd                                     | 1967        | -                                                                                      |
| Christmas Carols for Solo Guitar                        | 1967        | -                                                                                      |
| Music for "Villa Lobos"                                 | 1967        | -                                                                                      |
| Delicately                                              | 1968        | -                                                                                      |
| Hit Trip                                                | 1968        | -                                                                                      |
| The Great Byrd                                          | 1969        | -                                                                                      |
| Byrd Man                                                | 1969        |                                                                                        |
| Let It Be                                               | 1970        | -                                                                                      |
| For All We Know                                         | 1971        | -                                                                                      |
| The Stroke of Genius                                    | 1971        | También publicado como 'Aquarius'                                                      |
| The New Wave (La Onda Nueva)                            | 1971        | En colaboración con Aldemaro Romero. Sello: Columbia Records                           |
| Crystal Silence                                         | 1973        | -                                                                                      |
| The World of Charlie Byrd                               | 1973        | doble álbum                                                                            |
| Byrd by the Sea                                         | 1974        | En vivo                                                                                |
| Great Guitars                                           | 1975        | En vivo con Barney Kessel & Herb Ellis                                                 |
| Top Hat                                                 | 1975        | -                                                                                      |
| Great Guitars 2                                         | 1976        | En vivo con Barney Kessel & Herb Ellis                                                 |
| Charlie Byrd Swings Downtown                            | 1976        | En vivo                                                                                |
| Bluebyrd                                                | 1979        | -                                                                                      |
| Sugarloaf Suite                                         | 1980        | En vivo en el Concord Jazz Festival, California, en agosto de 1979                     |
| Great Guitars at the Winery                             | 1980        | -                                                                                      |
| Brazilville                                             | 1981        | -                                                                                      |
| Brazilian Soul                                          | 1981–1983   | con Laurindo Almeida                                                                   |
| Latin Odyssey                                           | 1981–1983   | con Laurindo Almeida                                                                   |
| Charlie Byrd Christmas Album                            | 1982        | -                                                                                      |
| Isn't It Romantic                                       | 1984        | -                                                                                      |
| Tango                                                   | 1985        | -                                                                                      |
| Byrd and Brass                                          | 1986        | Con el Annapolis Brass Quintet                                                         |
| It's a Wonderful World                                  | 1988        | -                                                                                      |
| Christmas With Byrd and Brass                           | 1989        | Con el Annapolis Brass Quintet                                                         |
| Great Guitars: Straight Tracks                          | 1991        | con Herb Ellis & Barney Kessel                                                         |
| Tambu                                                   | 1992        | -                                                                                      |
| Rise and Shine                                          | 1992        | -                                                                                      |
| The Washington Guitar Quintet                           | 1992        | -                                                                                      |
| Music to Dine By                                        | 1993        | -                                                                                      |
| Aquarelle                                               | 1993        | -                                                                                      |
| I've Got the World on a String                          | 1994        | -                                                                                      |
| Moments Like This                                       | 1994        | -                                                                                      |
| Jazz & Samba                                            | 1995        | -                                                                                      |
| Du Hot Club De Concord                                  | 1995        | -                                                                                      |
| Live At Music Room                                      | 1996        | live                                                                                   |
| Return of the Great Guitars                             | 1996        | En vivo, con Herb Ellis & Mundell Lowe                                                 |
| Au Courant                                              | 1997        | -                                                                                      |
| My Inspiration: Music of Brazil                         | 1999        | -                                                                                      |
| For Louis                                               | 2000        | -                                                                                      |
| Charlie Byrd                                            | 2000        | Delta                                                                                  |
| Byrd in the Wind                                        | 2002        | Riverside                                                                              |
| Charlie Byrd Plays Jobim                                | 2002        | -                                                                                      |
| Bamba Samba Bossa Nova                                  | 2005        | -                                                                                      |
| Aquarius                                                | 2005        | -                                                                                      |
| Byrd at the Gate: Charlie Byrd Trio at the Village Gate | 2005        | En vivo                                                                                |
| Everybody's Doin' the Bossa Nova                        | 2005        | -                                                                                      |
| Great Guitars Concord Jazz                              | 2005        | Concord Jazz, en vivo                                                                  |
| Let Go                                                  | 2005        | -                                                                                      |
| Lodovico Roncalli Suites                                | 2005        | -                                                                                      |
| Music of the Brazilian Masters                          | 2005        | con Laurindo Almeida y Carlos Barbosa-Lima                                             |
| World of Charlie Byrd                                   | 2005        | -                                                                                      |